# Fly from Here
Fly From Here es el vigésimo álbum de estudio de la banda de rock progresivo Yes. Es el primer trabajo discográfico de la banda desde Magnification (2001), y también es el primero en incorporar al cantante canadiense Benoit David. 
El álbum fue producido por el exmiembro de la banda Trevor Horn, quien con anterioridad había producido el álbum 90125 (1983) y coprodujo Big Generator (1987). 
Fly From Here fue lanzado al mercado primeramente el 22 de junio de 2011 en Japón y Francia. Posteriormente fue lanzado en el resto de Europa y Australia el 1 de julio y el 12 de julio en los Estados Unidos.
El álbum alcanzó el puesto número 30 en el Albums Chart de Reino Unido y llegó al puesto número 36 en Billboard 200 de los Estados Unidos.

## Lista de canciones
| N.º | Canción                                               | Escritor/es                                                        | Duración |
| --- | ----------------------------------------------------- | ------------------------------------------------------------------ | -------- |
| 1.  | "Fly from Here - Overture"                            | Trevor Horn, Geoff Downes                                          | 1:53     |
| 2.  | "Fly from Here - Part I - We Can Fly"                 | Horn, Downes, Chris Squire                                         | 6:00     |
| 3.  | "Fly from Here - Part II - Sad Night at the Airfield" | Horn, Downes                                                       | 6:41     |
| 4.  | "Fly from Here - Part III - Madman at the Screens"    | Horn, Downes                                                       | 5:16     |
| 5.  | "Fly from Here - Part IV - Bumpy Ride"                | Steve Howe                                                         | 2:15     |
| 6.  | "Fly from Here - Part V - We Can Fly" (Reprise)"      | Horn, Downes, Squire                                               | 1:44     |
| 7.  | "The Man You Always Wanted Me to Be"                  | Chris Squire, Gerard Johnson, Simon Sessler                        | 5:07     |
| 8.  | "Life on a Film Set"                                  | Horn, Downes                                                       | 5:01     |
| 9.  | "Hour of Need"                                        | Howe                                                               | 3:07     |
| 10. | "Solitaire" (instrumental)                            | Howe                                                               | 3:30     |
| 11. | "Into the Storm"                                      | Chris Squire, Oliver Wakeman, Howe, Horn, Benoît David, Alan White | 6:54     |

## Integrantes de la banda
| Integrante   | Función                                                            |
| ------------ | ------------------------------------------------------------------ |
| Chris Squire | bajo, coros, voz principal en "The Man You Always Wanted Me to Be" |
| Steve Howe   | guitarras, coros                                                   |
| Alan White   | batería                                                            |
| Geoff Downes | teclados                                                           |
| Benoît David | voz principal                                                      |

## Músicos adicionales
| Músico         | Función                                                                                 |
| -------------- | --------------------------------------------------------------------------------------- |
| Oliver Wakeman | Teclados adicionales en "We Can Fly", "We Can Fly (Reprise)", y "Hour of Need"          |
| Trevor Horn    | Coros, teclados adicionales, guitarra acústica adicional en "Sad Night at the Airfield" |
| Luis Jardim    | Percusión                                                                               |
| Gerard Johnson | Piano en "The Man You Always Wanted Me to Be"                                           |

## Producción
| Personal    | Función            |
| ----------- | ------------------ |
| Tim Weidner | Mezcla             |
| Trevor Horn | Productor, coautor |
| John Davis  | Máster             |
| Roger Dean  | Diseño de portada  |